# Synomera tatalga
Synomera tatalga là một loài bướm đêm trong họ Noctuidae.